# Fholks
I Fholks, anche conosciuti come Roby Crispiano e i Folks, erano un gruppo musicale di genere beat e rock progressivo attivo dalla fine anni sessanta al 1972.

## Storia del gruppo
Venne fondato a Roma nel 1965 col nome di Condors, su iniziativa di Claudio Baldassarri (chitarra) e Carlo Bruno (basso) successivamente sostituito da Pierfranco Pavone. Il gruppo inizialmente, con la nuova denominazione di "Folks", accompagna il cantautore Roby Crispiano; dopo un anno e numerose serate in tutta Italia, oltre alla partecipazione al Cantagiro, i membri del gruppo, Roby Crispiano, Claudio Baldassarri e Pierfranco Pavone, decidono di lasciare il cantautore per seguire una carriera propria e, ai primi due, si aggiungono il cantante Henryk Topel detto "Nene" e il batterista Ruggero Stefani (già con le Pupille), entrambi provenienti dai Naufraghi e il nome del gruppo viene modificato in Fholks; con questa formazione suonano con regolarità al Piper Club dove aprono i concerti dei Pink Floyd il 18 e 19 aprile 1968 e al Titan Club di Massimo Bernardi. Qui vengono notati da Jimi Hendrix che, oltre a esibirsi in jam session con loro, li vuole come spalla nella seconda giornata dei suoi concerti al Teatro Brancaccio di Roma il 25 e 26 maggio 1968. Prima di lasciare Roma Jimi disse ai ragazzi che li avrebbe voluti con lui nella sua tournée negli U.S.A, che si sarebbe tenuta nell'estate dello stesso anno. Richiesta che non fu possibile accettare perché nessuno di loro era in possesso del passaporto, e così a malincuore dovettero rinunciare ad una grandissima opportunità per la loro carriera.
A inizio 1969 parteciparono al 1° Cantapaiper, festival itinerante guidato da Eddie Ponti in giro per l'Italia, con Primitives, Four Kents, Iskra e i Tombstones e altri artisti. Nel frattempo entra a far parte nel gruppo Enzo Volpini (tastiere e organo hammond). Claudio Baldassarri (chitarra) lascia il gruppo negli ultimi mesi del 1969, sostituito da Pericle Sponzilli. Questo quintetto incide l'unica testimonianza in vinile, un 45 giri pubblicato nel 1971 dalla Ricordi, prodotto da Maurizio Vandelli che era venuto appositamente a Roma per vedere ed ascoltare il gruppo nella formazione originale che aveva tanto entusiasmato Hendrix. Questo avvenne a Roma nell'estate 1969 alle Piscine del Foro Italico di Roma dove i Fholks si esibivano.
Dopo il singolo, Volpini viene sostituito da Federico Troiani mentre Baldassarri forma i Crisalide con Baldassarri alla chitarra, Carlo Bruno al basso (ex Panna Fredda), Pino Ballarini alla voce (ex Poema, poi col Rovescio della Medaglia) e Roberto Senzasono alla batteria (ex di Ricky Shayne, Baronetti e Franco & i Boa Boa). Il gruppo si sciolse dopo appena un anno. Con questa seconda formazione i Fholks partecipano ad alcuni festival pop del periodo (Caracalla '70 e '71, Viareggio '71) e poi – con l'ultimo innesto di Senzasono al posto di Ruggero Stefani – si tramutano nel gruppo pop Reale Accademia di Musica che incide due album. Stefani suonerà nell'Uovo di Colombo, nell'Equipe 84 e negli Alunni del Sole.
I Folks appaiono mentre suonano in un locale di Roma, il Calesse, nel film Così, così... più forte, diretto nel 1970 da Luigi Petrini.

## Formazione
- Claudio Baldassarri - chitarra (dal 1965 agli ultimi mesi del 1969)
- Henryk (Enrique) Topel Cabanes - voce
- Federico Troiani - tastiere, voce (dal 1971)
- Pericle Sponzilli - chitarra (da fine 1969)
- Pierfranco Pavone - basso
- Ruggero Stefani - batteria

## Discografia
Singoli
- 1968 - Una strada ci sarà/La corda
- 1970 - Mi scorri nelle vene/Cerchi

Split 7"
- 1967 - Nel buio/A piedi scalzi con i Pooh
- 1967 -  Cose di questo mondo/Se potessi essere il vento con i Pooh
- 1971 -  Casa mia/Mi scorri nelle vene (Soldier In Our Town) con i Nuova Equipe 84